# FK Biełowodskoje
FK Biełowodskoje (kirg. Футбол клубу «Беловодское») – kirgiski klub piłkarski, mający siedzibę we wsi Biełowodskoje, na północy kraju.

## Historia
Chronologia nazw:
- 1993: Maksat Biełowodskoje (ros. «Максат» Беловодское)
- 1999: Dinamo Biełowodskoje (ros. «Динамо» Беловодское)
- 2003: Maksat Biełowodskoje (ros. «Максат» Беловодское)
- 2006: Piwo Biełowodskoje (ros. «Пиво» Беловодское)
- 2011: Chimik Biełowodskoje (ros. «Химик» Беловодское)
- 2013: FK Biełowodskoje (ros. ФК «Беловодское»)

Piłkarski klub Maksat został założony w miejscowości Biełowodskoje w roku 1993. W 1993 zespół startował w Pucharze Kirgistanu oraz debiutował w Wyższej Lidze Kirgistanu, w której zajął przedostatnie 16.miejsce. W kolejnych dwóch sezonach występował w grupie północnej Pierwszej Ligi Kirgistanu. W 1996 ponownie startował w rozgrywkach pucharowych. W 1999 i 2000 jako Dinamo Biełowodskoje znów brał udział w Pucharze Kirgistanu. W 2003 przywrócił nazwę Maksat Biełowodskoje i znów występował w rozgrywkach Pierwszej Ligi i Pucharu Kirgistanu. W 2005 grał w Drugiej Lidze. W 2006 przyjął nazwę Piwo Biełowodskoje, po tym jak klub przejęła firma "Abdysz-Ata" celu promocji swojej produkcji z browaru. Faktycznie klub był farm klubem Abdysz-Ata Kant. W 2006, 2007 i 2008 zespół występował w Pucharze Kirgistanu oraz w grupie północnej Pierwszej Lidze. Potem współpraca z browarem zanikła i w 2011 klub jako Chimik Biełowodskoje brał udział w rozgrywkach pucharowych. W 2013 klub zmienił nazwę na FK Biełowodskoje i co roku startował w Pucharze Kirgistanu.

## Sukcesy

### Trofea międzynarodowe
Nie uczestniczył w rozgrywkach azjatyckich (stan na 31-12-2015).

### Trofea krajowe
| \| \| Zdobyte trofea w rozgrywkach Kirgistanu (stan na: 31-12-2015) \| |                                                               |      |          |
| Rozgrywki                                                              | Osiągnięcie                                                   | Razy | Sezon(y) |
| Mistrzostwo                                                            | I miejsce                                                     | 0    |          |
| Mistrzostwo                                                            | II miejsce                                                    | 0    |          |
| Mistrzostwo                                                            | III miejsce                                                   | 0    |          |
| Mistrzostwo                                                            | 16.miejsce                                                    | 1    | 1993     |
| Puchar                                                                 | zdobywca                                                      | 0    |          |
| Puchar                                                                 | finalista                                                     | 0    |          |
| Puchar                                                                 | ćwierćfinalista                                               | 1    | 2014     |
| II liga                                                                | I miejsce                                                     | ?    |          |
| II liga                                                                | II miejsce                                                    | ?    |          |
| II liga                                                                | III miejsce                                                   | ?    |          |
| Kirgistan                                                              | Zdobyte trofea w rozgrywkach Kirgistanu (stan na: 31-12-2015) |      |          |

## Stadion
Klub rozgrywa swoje mecze domowe na stadionie Centralnym w Biełowodskoje, który może pomieścić 1000 widzów.